# Cadott, Wisconsin
Cadott là một làng thuộc quận Chippewa, tiểu bang Wisconsin, Hoa Kỳ. Năm 2006, dân số của làng này là 1345 người.